# Police (district de Vsetín)
Pour les articles homonymes, voir Police.
Police (en allemand : Politz, précédemment : Pohlitz) est une commune du district de Vsetín, dans la région de Zlín, en République tchèque. Sa population s'élevait à 579 habitants en 2020.

## Géographie
Police se trouve à 8 km à l'ouest de Valašské Meziříčí, à 16 km au nord-ouest de Vsetín, à 30 km au nord-nord-est de Zlín et à 257 km à l'est-sud-est de Prague.
La commune est limitée par Kelč au nord-ouest, par Kladeruby au nord, par Branky et Oznice à l'est, par Podolí au sud, et par Loučka à l'ouest.

## Histoire
La première mention écrite du village date de 1383.